# Анна Куманката
Анна е българска царица (13. век), съпруга на царете Калоян и Борил.

## Произход
Тя е дъщеря на неизвестен кумански вожд, най-вероятно е от клана Бурджогли (родът на „вълците“), стоял начело на куманите в поречието на Днепър.

## Царица на България
В изворите името на тази българска царица не става известно, защото тя е наричана предимно „Скитката“. Един нов прочит на славословията в Бориловия синодик обаче дава основание на някои изследователи да приемат, че в известния пасаж: „На царица Анна, наречена Анисия, и на другата Анна, благочестива царица на христолюбивия цар Асен, и на Ирина, благочестивата майка на благочестивия цар Михаил... – вечна памет!“ не се споменават 3, а само 2 съпруги на Иван Асен II, а първата Анна е именно куманската принцеса, съпруга първо на Калоян, а след смъртта му – на Борил.
Първите сведения за нея се отнасят едва към 1204 г. Хронистът Алберик, опирайки се най-вече на слухове, разказва история, според която царицата се влюбила в пленения император Балдуин Фландърски. Използвайки отсъствието на Калоян, тя изпраща писмо до знатния пленник, като му предлага „да го освободи от затвора и от пленничеството, ако пожелае да я вземе за жена и я отведе със себе си в Константинопол“. Балдуин отказва предложението, без да крие възмущението си от изневярата на съпругата на най-големия му враг. Това превръща страстната любов на царицата в безпределна омраза. Тя оклеветява Балдуин пред царя в опит за прелъстяване и Калоян заповядва да убият царствения затворник по най-жесток начин. Днес учените отхвърлят тази „история“. Обвиненията към куманката не спират дотук – според проф. Васил Златарски тя е основна фигура в заговора, довел до убийството на цар Калоян, но това не се опира на факти. Бракът на Борил с Анна просто легитимира властта му и съюза с куманите.
Анна става героиня в още една любовна драма, когато след смъртта на съпруга си Калоян се омъжва за неговия наследник на престола цар Борил. През 1213 г. обаче Борил преориентира външната си политика към съюз с латините, развежда се с нея и се жени за Елисавета дьо Куртене, племенница на латинския император Анри Фландърски.
След развода Анна е изпратена в манастир към 1217 г. под монашеското име Анисия. Отстраняването на царицата от двореца се свързано с влошаването на отношенията на Борил с куманите. Други сведения за нея няма.

## Потомство
От брака си с Калоян царицата има син Витлеем и дъщеря Мария. Тя ражда още една дъщеря, този път може би от Борил, чието име също е неизвестно.